# Ратан Сингх II
Ратан Сингх II (погиб в 1531 году) — махараджа меварский. Сын Санграма Сингха.  Погиб в бою в 1531 году. Ему наследовал его младший брат Викрамадитья. Его жёнами были Гуман Канвар и Суджа Бай, принцесса Бунди. Построил дворец.